# Sergej Tkatjenko
Sergey Tkachenko, född 8 juni 1999 i Ridder, Kazakstan är en kazakisk backhoppare. Hans största merit är en individuell bronsmedalj från Juniorvärldsmästerskapen i nordisk skidsport 2019 i Lahtis, Finland. Den 11 juli tävlade Tkachenko i öppningstävlingarna för ett nytt backhoppningskomplex i Shchuschinsk, Kazakstan. Han vann tävlingen med ett hopp på 151 meter vilket är det längsta stående hoppet och nuvarande världsrekordet i sommarbackhoppning (på plastmatta).
Tkachenko innehar även det kazakiska rekordet i skidflygning med 199.5 meter, satt i Vikersund 2019. 

## Biografi
Tkachenko är 167 cm lång och väger 55 kilo.
Tkachenko deltog i Olympiska vinterspelen 2018 där han placerade sig som fyrtionia i stor backe. Han deltog i kvalet till normal backe, men tog sig inte till final.
I världscupen har Tkachenko som bäst en trettiotredje plats från Val di Fiemme, Italien i januari 2019. Han har även en nittonde plats från en Grand Prix-tävling i Hakuba, Japan.
Tkachenko har i sin karriär även två segrar och en tredje plats från FIS-cupen. Hans bästa resultat i Continentalcupen är en nionde plats från Zakopane i mars 2018.
Tkachenko deltog i Världsmästerskapen i nordisk skidsport 2019 i Innsbruck/Seefeld och blev där trettiosexa i stor backe.